# Ophichthus woosuitingi
Ophichthus woosuitingi är en fiskart som beskrevs av Chen 1929. Ophichthus woosuitingi ingår i släktet Ophichthus och familjen Ophichthidae. Inga underarter finns listade i Catalogue of Life.